# 21 at 33
Albums de Elton John
Victim of Love
(1979) The Fox
(1981)
Singles
1. Little Jeannie
Sortie : 1er mai 1980
2. Sartorial Eloquence (Don't Ya Wanna Play This Game No More?)
Sortie : 5 août 1980
3. Dear God
Sortie : 14 novembre 1980

21 at 33 est le quatorzième album studio d'Elton John, sorti en 1980. Son titre fait référence à l'âge du chanteur au moment de sa sortie (33 ans) et au nombre d'albums sortis sous son nom jusqu'à ce point, vingt-et-un.

## Enregistrement
L'album est enregistré dans le studio Super Bear à Berre-les-Alpes en août 1979, puis à Los Angeles en mars 1980, dans les Rumbo Recorders et Sunset Sound Recorders.

## Liste des titres

### Face 1
1. Chasing the Crown (Elton John, Bernie Taupin) – 5:38
2. Little Jeannie (John, Gary Osborne) – 5:21
3. Sartorial Eloquence (John, Tom Robinson) – 4:42
4. Two Rooms at the End of the World (John, Taupin) – 5:39

### Face 2
1. White Lady White Powder (John, Taupin) – 4:35
2. Dear God (John, Osborne) – 3:45
3. Never Gonna Fall in Love Again (John, Robinson) – 4:07
4. Take Me Back (John, Osborne) – 3:52
5. Give Me the Love (John, Judie Tzuke) – 5:23

## Musiciens
- Elton John : chant, piano acoustique (1, 3, 5, 6), piano électrique Yamaha (4), piano électrique Wurlitzer (8), chœurs
- James Newton Howard : piano électrique Fender Rhodes (2, 6, 7), piano acoustique (9), synthé Yamaha CS-80 (2), synthés (3, 7)
- David Paich : orgue (6)
- Steve Lukather : guitare électrique
- Steve Wrather : guitare électrique
- Richie Zito : guitare acoustique et électrique
- Reggie McBride : basse (1–4, 6–9)
- Dee Murray : basse (5), chœurs (2)
- Nigel Olsson : batterie (2, 5)
- Alvin Taylor : batterie (1, 3, 4, 6–9)
- Lenny Castro : congas
- Victor Feldman : tambourin
- Clive Franks : tambourin, cencerro (cloche à vache)
- Jim Horn : piccolo, saxophone alto et ténor, arrangement des cuivres
- Richie Cannata : saxophone alto
- Larry Williams : saxophone ténor
- Chuck Findley : trompette, trombone
- Larry Hall : trompette, bugle
- Jerry Hey : trompette, bugle, arrangement des cuivres
- Bill Reichenbach Jr. : trombone
- Byron Berline : violon
- David Foster : arrangement des cordes
- Bruce Johnston : arrangement des chœurs
- Curt Becher, Bill Champlin, Joe Chemay, Glenn Frey (5), Don Henley (5), Venette Gloud, Max Gronenthal, Jon Joyce, Peter Noone, Gary Osborne, Timothy B. Schmit (5), Stephanie Spruill, Toni Tennille, Carmen Twillie : chœurs

## Classements et certifications
| Pays et classement                          | Meilleure position |
| ------------------------------------------- | ------------------ |
| Australie - Kent Music Report               | 7                  |
| Canada - RPM Albums Chart                   | 10                 |
| Pays-Bas - MegaCharts                       | 41                 |
| France - SNEP                               | 3                  |
| Italie                                      | 25                 |
| Japon - Oricon                              | 56                 |
| Nouvelle-Zélande                            | 3                  |
| Norvège - VG-lista                          | 6                  |
| Suède - Sverigetopplistan                   | 16                 |
| Royaume-Uni - UK Albums Chart               | 12                 |
| États-Unis - Billboard 200                  | 13                 |
| Allemagne de l'Ouest - Media Control Charts | 21                 |

| Classements et pays (1980) | Position |
| -------------------------- | -------- |
| Australie                  | 25       |
| Canada                     | 42       |
| France                     | 58       |
| Italie                     | 73       |

| Pays                    | Certification | Ventes certifiées |
| ----------------------- | ------------- | ----------------- |
| Canada (Music Canada)   | Or            | 50 000            |
| France (SNEP)           | Or            | 175 500           |
| Nouvelle-Zélande (RMNZ) | Or            | 7 500             |
| Royaume-Uni (BPI)       | Or            | 100 000           |
| États-Unis (RIAA)       | Or            | 500 000           |